# Lippe (Land)
Lippe war ein deutscher Einzelstaat. Landeshauptstadt war ab 1468 Detmold.
Die Herrschaft der lippischen Herren wurde im 12. Jahrhundert erstmals beurkundet. 1528 wurde die Herrschaft Lippe zur Reichsgrafschaft erhoben, 1789 zum Fürstentum. Lippe war bis 1806 ein Territorium im Niederrheinisch-Westfälischen Reichskreis des Heiligen Römischen Reiches, von 1806 bis 1813 Teil des Rheinbundes, von 1816 bis 1866 Teil des Deutschen Bundes, ab 1866 Mitglied im Norddeutschen Bund, ab 1871 Teil des Deutschen Kaiserreichs und nach 1919 ein demokratisch verfasster Freistaat in der Weimarer Republik. 1947/48 musste das Land Lippe auf Betreiben der britischen Besatzungsmacht seine jahrhundertelange Selbstständigkeit aufgeben und entschied sich für die Eingliederung in das 1946 gegründete Land Nordrhein-Westfalen.
Das Gebiet des ehemaligen Landes Lippe in seinem letzten Gebietsstand entspricht weitgehend (unter anderem ohne die Exklaven) dem heutigen Kreis Lippe im Regierungsbezirk Detmold, deren beider Verwaltungssitz Detmold ist. Der Kreis Lippe (bzw. das Lipperland) bildet neben Westfalen und dem Rheinland den dritten und weitaus kleinsten Landesteil des Landes Nordrhein-Westfalen.
Zur Abgrenzung von anderen, ursprünglich im Besitz von Nebenlinien des Hauses Lippe befindlichen Territorien, insbesondere von Schaumburg-Lippe, wurde Lippe auch Lippe-Detmold genannt.

## Geographische Lage

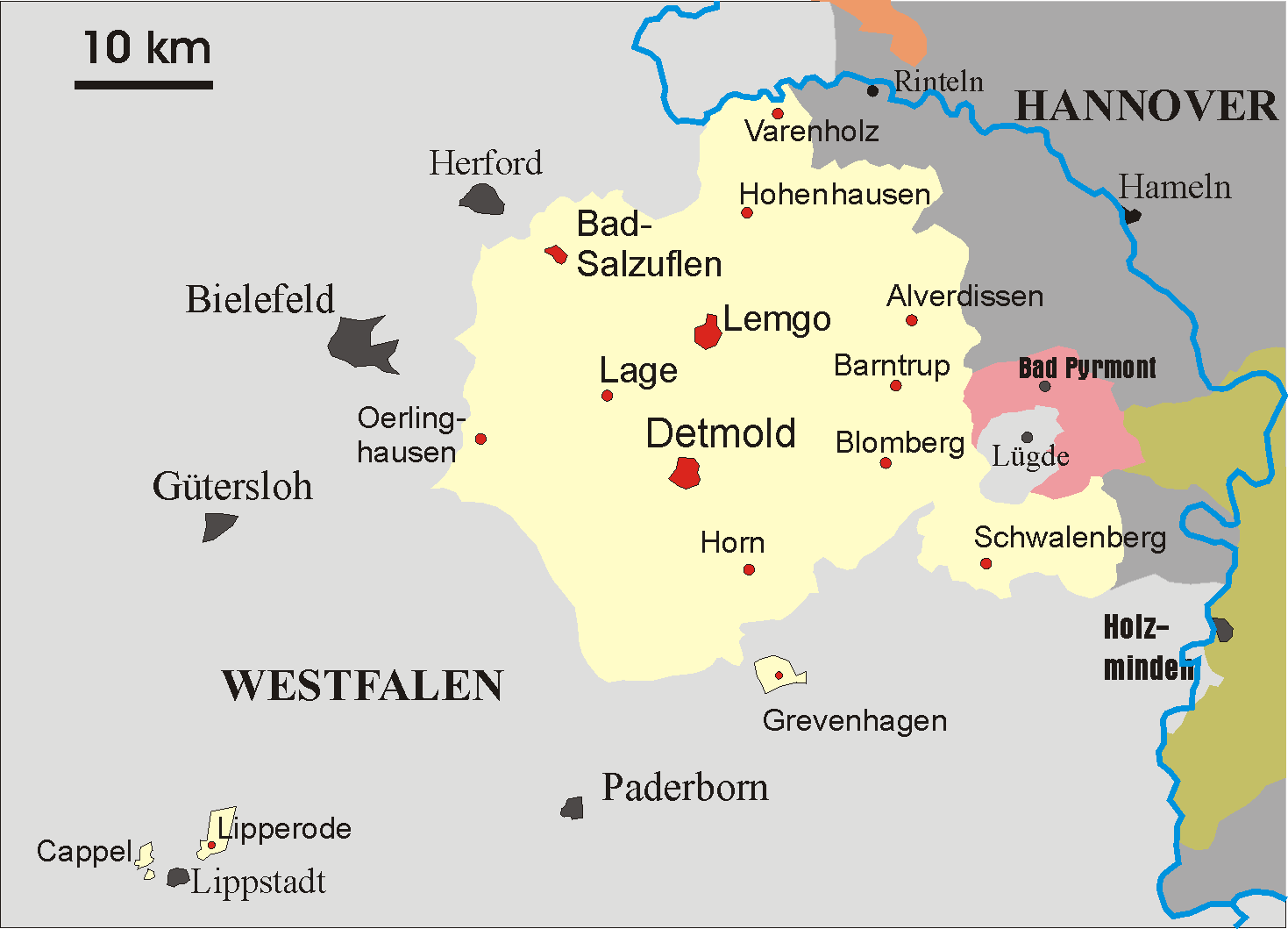
Fürstentum (1815–1919) bzw. Freistaat Lippe (1919–1945)

Das häufig als „Lipperland“ bezeichnete Staatsgebiet des Freistaats Lippe ist Teil der historischen Landschaft Westfalen. Es grenzte seit der politischen Neuordnung nach dem Wiener Kongress im Norden, Westen und Süden an die preußische Provinz Westfalen (1946 in Nordrhein-Westfalen aufgegangen) und im Osten an das Königreich Hannover, seit 1866 preußische Provinz Hannover (1946 in Niedersachsen aufgegangen). Außerdem grenzte es im Nordosten und Südosten an mehrere Exklaven verschiedener Gebiete: das Gebiet um Pyrmont, das bis 1921 zum Land Waldeck gehörte und dann zu Hannover kam, die Grafschaft Schaumburg, die bis 1866 zum Kurfürstentum Hessen, danach bis 1932 zur preußischen Provinz Hessen-Nassau gehörte und dann zu Hannover kam, sowie bis zuletzt an die kleine westfälische (zuletzt bereits nordrhein-westfälische) Exklave Lügde. Lippe selbst besaß bis 1947 mehrere kleine Exklaven: Cappel und Lipperode in der Nähe von Lippstadt (heute Stadtteile von Lippstadt) sowie das einige Kilometer südlich des Kernlandes gelegene Grevenhagen. Alle Exklaven waren von Westfalen umgeben.
Geographisch lag der Freistaat größtenteils nordöstlich des Teutoburger Waldes (im östlichen Teil auch Lippischer Wald genannt) und östlich des Eggegebirges. Das überwiegend hügelige, teils auch stark durchschnittene Gelände zwischen Weser und Eggegebirge wird als Lipper Bergland bezeichnet, mit dem Köterberg als höchster Erhebung. Damit zählte das Lipperland im Wesentlichen zum Weserbergland. Nur ein kleinerer Gebietsteil westlich des Eggegebirges und südwestlich des Osnings um Augustdorf lag in der Westfälischen Bucht, die hier von sandiger Heidelandschaft, der Senne, geprägt ist. Die größten Flüsse sind die Weser, die Werre, die Bega und die Emmer. Der namensgebende Fluss Lippe entspringt zwar in der Nähe des lippischen Staatsgebietes in der Senne, berührte das Kernland aber nicht, sondern nur die Exklaven Cappel und Lipperode bei Lippstadt. Jedoch stammt dort das Haus Lippe her, wo es erste Territorien erlangen konnte. Die Stadt Lippstadt wurde von 1666 bis 1850 als Kondominium von der Grafschaft bzw. dem Fürstentum Lippe und dem Kurfürstentum Brandenburg bzw. Königreich Preußen gemeinsam regiert.
Mit einem Staatsgebiet von rund 1200 km² und nur 183.713 Einwohnern (Volkszählung 1939) zählte Lippe zu den kleineren Gliedstaaten des Deutschen Reiches. Der Fläche nach war es der sechstkleinste Staat und der drittkleinste Flächenstaat des Reiches. Die größte lippische Stadt war mit zuletzt rund 25.000 Einwohnern die Landeshauptstadt und frühere Residenzstadt Detmold.

## Geschichte

### Lippe vor 1123
Noch aus sächsischer Zeit stammen in Lippe diejenigen Orte, deren Namen die Endung -trup aufweisen (z. B. Entrup, Istrup, Barntrup). Mit der Christianisierung im 8. Jahrhundert und der Anlage von Kirchen mit Friedhöfen (z. B. St. Johann in Lemgo) wurden Bezugspunkte geschaffen, die sich zu größeren Gemeinschaften mit mehreren Gehöften entwickeln konnten. Orte, die auf -hausen (z. B. Hohenhausen) und -heim (z. B. Steinheim – Kreis Höxter) enden, wurden in dieser karolingisch-ottonischen Zeit angelegt. Eine besondere Rolle spielten dabei Klöster, die die Erschließung ihres Einzugsgebiets durch neue Höfe befördeten, was im Zuge der neu etablierten Dreifelderwirtschaft möglich war. Im Zuge dieser verbesserten Landbewirtschaftung ergab sich ein starkes Bevölkerungswachstum, das Bevölkerungsdruck auslöste und in der Folge eine Binnenkolonisation einleitete. Ausgehend von den bereits bestehenden Ansiedlungspunkten wurden neue Siedlungen auf gerodeten Waldflächen angelegt. Davon zeugen in Lippe Dorfnamen, die auf -heide (z. B. Kirchheide, Knetterheide) oder -hagen (z. B. Hagen, Hagendonop, Falkenhagen) enden und die auf in nicht mehr so fruchtbaren Räumen angelegte Siedlungen hindeuten. Als Folge der Neugründungen dehnten sich die Wirtschaftsflächen aus: Es verdichtete sich das Siedlungsnetz, was die Gründungen von Städten im 12. Jahrhundert ermöglichte.

### Herrschaft und Grafschaft Lippe bis 1789
Erstmals urkundlich erwähnt wurde Lippe 1123; eine Urkunde nennt den Edelherrn Bernhard I. als Bernhardus de Lippe. Die Herrschaft Lippe lag bis zur Reformation im geistlichen Wirkungskreis des Bischofs von Paderborn. Nachfolger erwarben im Südosten große Gebiete der Grafschaft Schwalenberg und dehnten durch Erwerb von Varenholz und Langenholzhausen ihren Besitz nordwärts bis an die Weser aus. Im 14. Jahrhundert wurde die Herrschaft geteilt und von Nachbarterritorien beansprucht. So wurde die Stadt Lippstadt in ein gemeinsam mit der Grafschaft Mark verwaltetes Gebiet umgewandelt. Im 15. Jahrhundert erwarben die Grafen zur Lippe die Grafschaft Sternberg. Allerdings ging die Grafschaft Everstein in einer Fehde mit den Herzögen von Braunschweig-Lüneburg verloren. Lippe beteiligte sich als Gegner des Kölner Erzbischofs an der Soester Fehde; Teile der Herrschaft gingen an die Landgrafschaft Hessen verloren und wurden danach vom lippischen Grafen als Erblehen zurückbehalten.
1528 wurde Simon V. der Titel eines Reichsgrafen verliehen; die Herrschaft Lippe wurde Grafschaft. Im Spannungsfeld zwischen dem katholischen Hochstift Paderborn und dem lutherischen Hessen entschieden sich die Grafen, auch unter dem Einfluss der lippischen Städte, zum Protestantismus. Die Landstände beschlossen 1538 eine evangelische Kirchenordnung für Lippe. Lippe wurde in den Schmalkaldischen Krieg (1546–1547) hineingezogen, der für die evangelische Seite verloren ging. In der Folge wurde Lippe zum direkten Reichslehen. Graf Simon VI. führte in der sogenannten zweiten Reformation das reformierte Bekenntnis ein. Lediglich Lemgo blieb lutherisch. Dynastisch war Lippe von zahlreichen Rechtsstreitigkeiten der regierenden Detmolder Linie mit jüngeren Linien (insb. Lippe-Brake und Lippe-Alverdissen) geprägt. Graf Philipp zur Lippe-Alverdissen begründete 1647 mit der Erbschaft der Nordwesthälfte der Grafschaft Schaumburg das spätere Fürstentum Schaumburg-Lippe. Wie die gesamte Region wurde Lippe im Dreißigjährigen Krieg stark in Mitleidenschaft gezogen. Die lippischen Städte verloren etwa zwei Drittel ihrer Bevölkerung; auf dem Land lag der Verlust bei etwa 50 Prozent. Im Zeitalter des Barocks und der Aufklärung konnten die lippischen Landesherren nur bedingt ihren Herrschaftsanspruch gegen die Landstände durchsetzen. Zu klein war das Territorium und zu groß waren die Erbstreitigkeiten mit Nebenlinien. Vor allem aber pochten die Landstände auf starke Bewilligungsrechte im Landeshaushalt.

### Fürstentum Lippe bis 1918

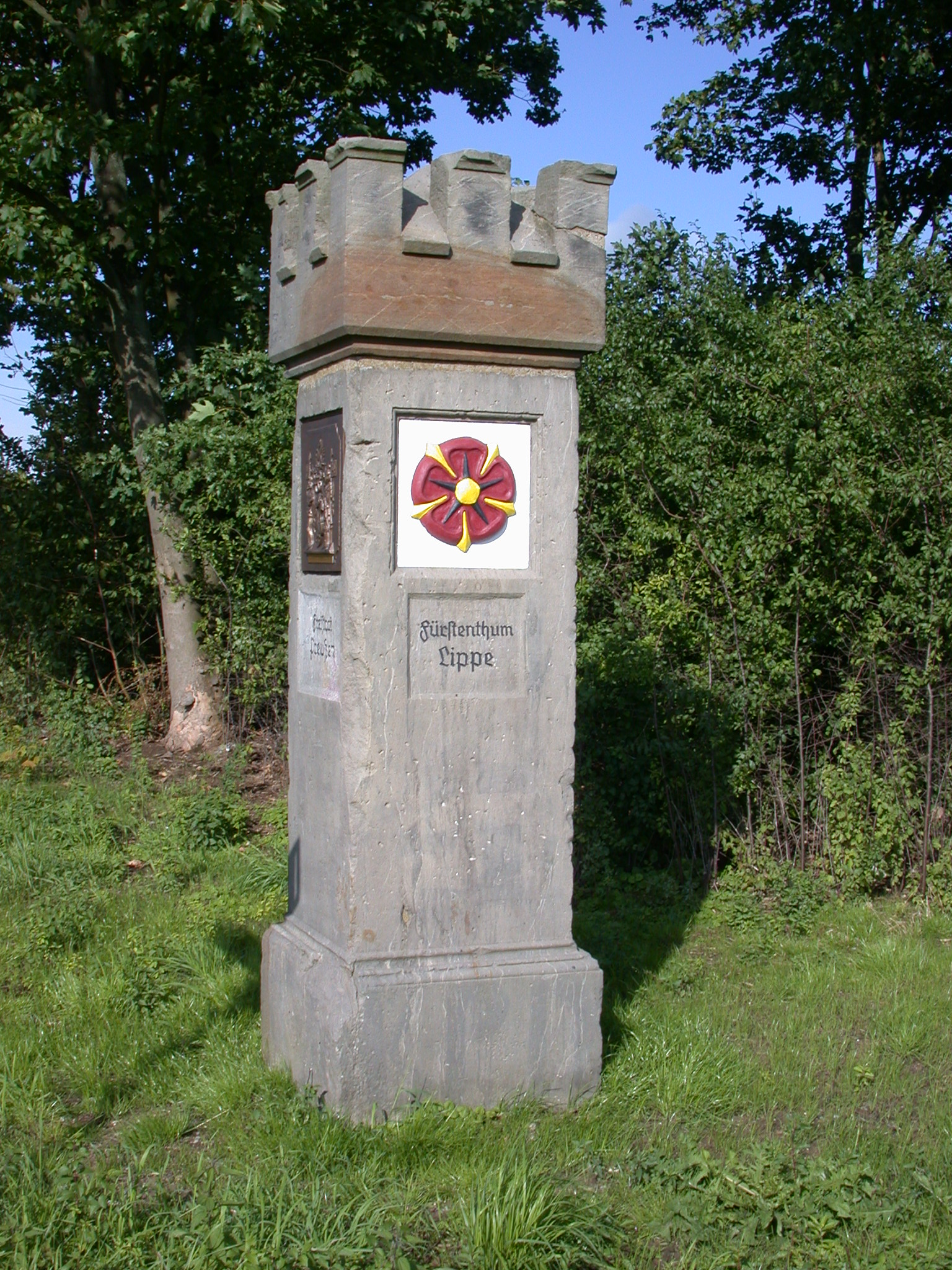
Grenzstein zwischen dem Fürstenthum Lippe und dem Königreich Preußen in Wüsten-Pehlen

Leopold I. (1767–1802) wurde 1789 der erste Fürst zur Lippe. Das Fürstentum überdauerte im Rheinbund die napoleonische Zeit. Das calvinistisch geprägte Fürstentum hielt sich stets eng an das protestantische Preußen und konnte auch dadurch eine, wenn auch meist nur formelle, Unabhängigkeit bewahren. Im Deutschen Krieg von 1866 stand es auf Seiten Preußens gegen den österreichisch geführten Deutschen Bund. 1866 trat es dem Norddeutschen Bund bei und wurde 1871 Teil des Deutschen Reiches. In den Folgejahren konkurrierten mehrere gräfliche Linien im sogenannten lippischen Erbfolgestreit. Das Reichsgericht in Leipzig entschied die Angelegenheit 1897 zugunsten von Graf Ernst zur Lippe-Biesterfeld. Nach dem Ersten Weltkrieg wurde aus dem Fürstentum ein demokratischer Freistaat.

### Freistaat Lippe bis 1945
Nach der Novemberrevolution 1918 entstand ein demokratischer Freistaat. Die Staatsgewalt ging vom Volke aus. Eine demokratische Verfassung datierte vom 21. Dezember 1920, in der die legislative Gewalt beim lippischen Landtag lag. Dieser wählte ein dreiköpfiges Landespräsidium, das zugleich Staatsoberhaupt und Regierung (Exekutive) des Landes war. Von 1919 bis 1933 war die SPD stärkste Partei im Landtag und führte das dreiköpfige Landespräsidium, zunächst unter der Leitung von Clemens Becker und von 1920 bis 1933 von Heinrich Drake. Schon früh nutzten die Nationalsozialisten Orte in Lippe als vermeintliches „germanisches Kernland“ für ihre politischen Zwecke. Bei Nazi-Aufmärschen aus dem ganzen Reich wurde eine nie vorhandene gesamtdeutsche Bedeutung Lippes hochstilisiert. Die Inszenierungen im von Weltwirtschaftskrise und hoher Arbeitslosigkeit betroffenen Lippe beeindruckten große Teile der Bevölkerung. Auch ein latenter Antisemitismus sowie die zunehmende Hetze gegenüber politischen Gegnern brachten bereits Anfang der 1930er Jahre der NSDAP besonders hohe Erfolge bei den Kommunalwahlen. Die Sozialdemokraten verloren bei den lippischen Landtagswahlen am 15. Januar 1933 den Status der stärksten Fraktion im Landtag. Die NSDAP gewann fast 40 % der Stimmen, mehr als reichsweit bei der Reichstagswahl November 1932. Die lippischen Ergebnisse hatten durch Instrumentalisierung auch Auswirkungen auf das Kabinett Schleicher, das schließlich am 28. Januar 1933 zurücktrat. In Lippe gelang es der NSDAP ab dem 7. Februar, zwei Mitglieder des Landespräsidiums zu stellen und Drake aus der Regierung zu drängen. Mit der Einsetzung des Reichsstatthalters Alfred Meyer in Detmold für Lippe und Schaumburg-Lippe ab Mai 1933 wurde die Gleichschaltung früher als in anderen Teilen des Reichs abgeschlossen. Gleichzeitig wurde Hans-Joachim Riecke als Staatsminister an die Spitze der Lippischen Landesregierung berufen. Er war der Aufsicht durch Alfred Meyer unterstellt. Jürgen Stroop, einer der späteren Hauptverantwortlichen des Genozids der Juden im Warschauer Getto (1943), wurde bereits im März 1933, aktiv gefördert durch Adolf Hitler, Heinrich Himmler und Hermann Göring, Führer der Hilfspolizei des Landes Lippe.

### Land Lippe bis 1947, Eingliederung in Nordrhein-Westfalen
Lippe wurde im April 1945 von US-amerikanischen Truppen besetzt und bei der Aufteilung Deutschlands der britischen Besatzungszone zugeordnet. Die ehemaligen Freistaaten Lippe und Schaumburg-Lippe wurden unter dem gemeinsamen Ministerpräsidenten Heinrich Drake in Personalunion regiert. Schon Ende 1946 wurde Schaumburg-Lippe in das neue Land Niedersachsen eingegliedert. Auch für das verbliebene Land Lippe endete nach über 800 Jahren der Rest staatlicher Selbständigkeit. Das kleine Land entschied sich für Nordrhein-Westfalen, das weitergehende Zugeständnisse und Anreize in den Lippischen Punktationen bot. Durch die britische Militärverordnung Nr. 77 wurde Lippe am 21. Januar 1947 in das Land Nordrhein-Westfalen eingegliedert und hörte damit auf, als Staat zu existieren. Ein zunächst geplanter Volksentscheid wurde nie durchgeführt.

### Lippe als Landesteil von Nordrhein-Westfalen

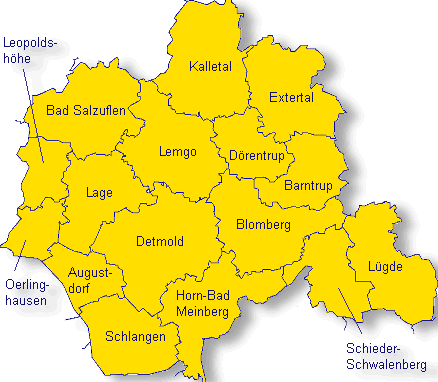
Gemeinden im Kreis Lippe

Lippe gilt neben dem nördlichen Rheinland (Nordrhein) und Westfalen als der dritte Landesteil von Nordrhein-Westfalen. Mit Verabschiedung des Landesgesetzes am 10. März 1953 über die Landesfarben, -flagge und -wappen wurde die Lippische Rose Teil des NRW-Wappens, was diesen Sachverhalt unterstreicht. Der heutige Landesteil bildet seit der Kreisgebietsreform 1973 durch Gründung des Kreises Lippe verwaltungstechnisch und politisch eine territoriale Einheit, die in der Tradition des alten Landes Lippe steht. Die ehemaligen lippischen Exklaven Cappel und Lipperode bei Lippstadt wurden 1949 dem Kreis Lippstadt, Grevenhagen 1970 dem Kreis Höxter (im Gebietstausch mit der westfälischen Exklave Lügde) zugeordnet.
Die Eingliederung des Landes Lippe in das Land Nordrhein-Westfalen wurde auf Basis der bereits erwähnten Lippischen Punktationen, die zwischen den Landesregierungen von Lippe und Nordrhein-Westfalen verhandelt worden waren, vollzogen. Hierbei entstand 1948 unter anderem auch die ungewöhnliche Körperschaft des Landesverbandes Lippe als Rechtsnachfolger für das ehemalige lippische Landesvermögen. Lippe blieb somit im Besitz seiner Staats- und Heilbäder, Staatsfluren und -forsten sowie sonstiger Kulturstätten wie beispielsweise des Landestheaters Detmold und des Hermannsdenkmals. Weiter wurde in den Protokollen zu den Punktationen vereinbart, dass Detmold anstelle des ostwestfälischen Minden der neue Sitz der Bezirksregierung werden sollte. Der neue Regierungsbezirk Minden-Lippe (später Regierungsbezirk Detmold) umfasste die lippischen Territorien und die Gebiete des ehemals preußischen Regierungsbezirks Minden. Erster Regierungspräsident wurde am 1. April 1947 der letzte lippische Ministerpräsident Heinrich Drake.
Lippe entsendet drei Landtagsabgeordnete (Wahlkreise Lippe I–III, drei Direktmandate) in den Landtag Nordrhein-Westfalen. Eine zwischenzeitliche Zusammenlegung des Wahlkreises Lippe III mit Teilen des westfälischen Hochstiftskreises Höxter wurde im Rahmen der Wahlkreisreform von 2002 rückgängig gemacht.
Die Lippische Landeskirche ist als eigenständige Gliedkirche der Evangelischen Kirche in Deutschland bis heute selbständig.

### Weitere Entwicklung der Verwaltungsgliederung nach 1947
Zum 1. Oktober 1949 wurden die Exklaven Cappel und Lipperode vom Kreis Detmold in den Kreis Lippstadt umgegliedert.
1969 und 1970 wurden die Gemeinden der Kreise Lemgo (Lemgo-Gesetz) und Detmold (Detmold-Gesetz) neu gegliedert. Die bis dahin 168 selbständigen Gemeinden wurden zu 16 Gemeinden zusammengefasst. Die Stadt Lügde und die Gemeinden Harzberg und Kempen-Feldrom aus dem Kreis Höxter fielen dem Kreis Detmold zu, während die lippische Exklave Grevenhagen aus dem Kreis Detmold in den Kreis Höxter umgegliedert wurde. 1973 bestimmte das Bielefeld-Gesetz die Bildung des neuen Kreises Lippe aus den bisherigen Kreisen Lemgo und Detmold. Die Kreisverwaltung nahm ihren Sitz in Detmold.

## Wappen und Flagge

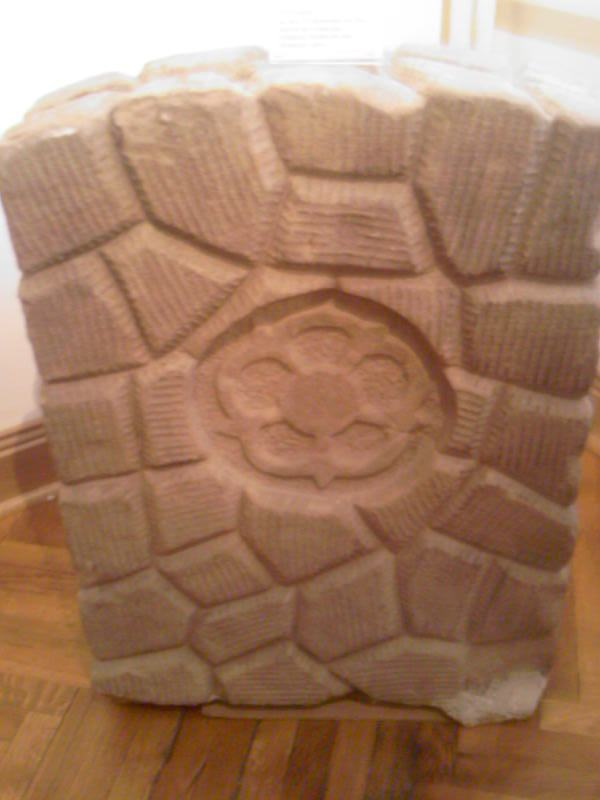
Grenzstein mit Lippischer Rose. Die Rückseite zeigt den preußischen Adler

Das Wappen des Freistaates Lippe zeigte zuletzt die Lippische Rose im silbernen Schild. Die Landesflagge war gelb-rot. Beide Staatssymbole wurden vom Haus Lippe übernommen.
Die frühesten Wappen des Hauses Lippe zeigten bereits die Lippische Rose – allerdings ohne Kelchblätter. Dieses Wappenbild führte Lippe in Variationen bis 1947. 1528 wurde der Stern der Grafschaft Schwalenberg – auf einem goldenen (gelben) achtstrahligen Stern eine natürliche Schwalbe – zum Wappen hinzugefügt. Das frühe gräfliche Wappen bildete Rose und Stern jeweils zwei Mal im viergeteilten Schild ab. 1687 wurden das aus vier Feldern bestehende Wappen der durch Heirat erworbenen (und 1725 aus Geldnot wieder verkauften), in den heutigen Niederlanden gelegenen Herrschaft Vianen und Ameide ins lippische Wappen aufgenommen. Das aufgenommene Wappen zeigte jeweils zweimal zum einen drei in Silber stehende – später als Mühleisenkreuze ausgelegte – schwarze Säulen (Wappen derer von Vianen), zum anderen eine fünffach von Feh und Rot geteilte Schildfläche, was wiederum das Wappen der von den Herren von Vianen um 1350 erheirateten Burggrafschaft Utrecht war. Das Feh wurde im lippischen Wappen auch als Eisenhütlein gedeutet. Später kam auch der Stern der Grafschaft Sternberg zweimal hinzu. Im Zentrum des nun neunfeldigen Wappens rückte die nun nur noch einmal, aber im eigenen Schild herausgehoben, abgebildete lippische Rose als Stammwappen des Hauses Lippe. Der Schild trägt fünf Helme. Gehalten wird es von zwei Engeln. Den Fürstenrang symbolisiert der Fürstenhut, der einen das Wappen umgebenden Wappenmantel krönt.
Für den „Behördenbetrieb“ (Stempel, Siegel usw.) wurde ein vereinfachtes Wappen verwendet. Meist beschränkte man sich auf das Stammwappen mit der Rose im Schild unter einem Fürstenhut. Teilweise wurde auch nur die Rose ohne Schild dargestellt. Der Trend zur Vereinfachung und zur alleinigen Darstellung der Lippischen Rose war beispielsweise auch im Münzwesen und auch auf den eingemeißelten Wappen auf den Grenzsteinen zu beobachten.

Lippische Rose auf silbernem Schild in der offiziellen Fassung von 1933
Das Hoheitssymbol des Landes Lippe in der offiziellen Fassung von 1921
Staatswappen des Freistaats Lippe
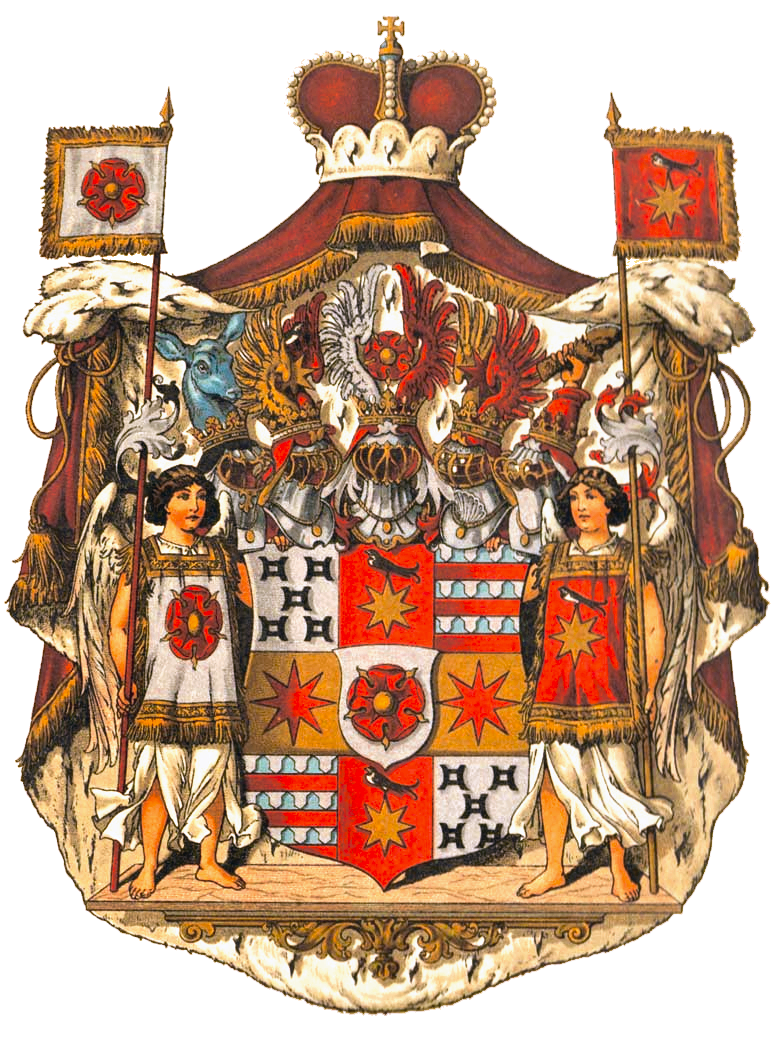
Großes Staatswappen des Fürstentums
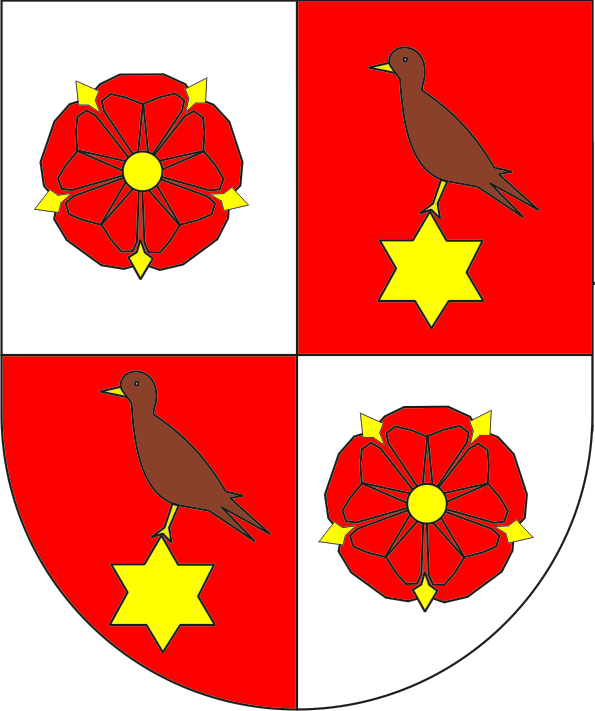
Wappen derer von Lippe 1528–1687
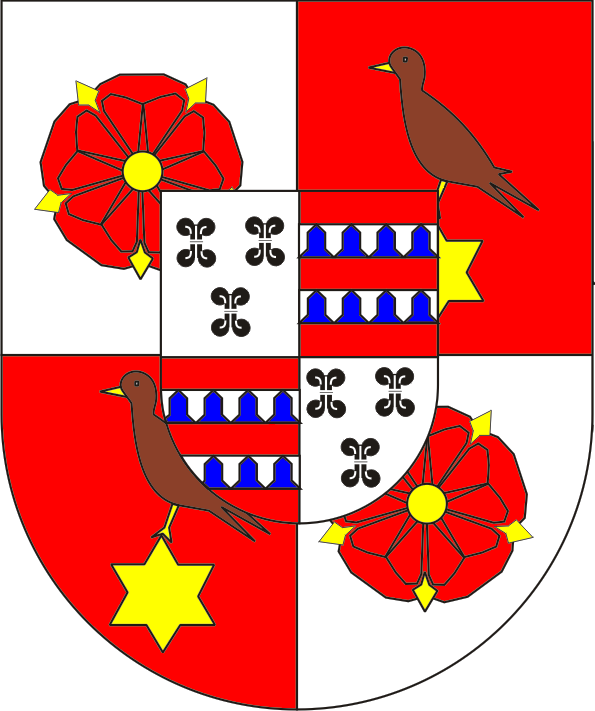
1687–1798
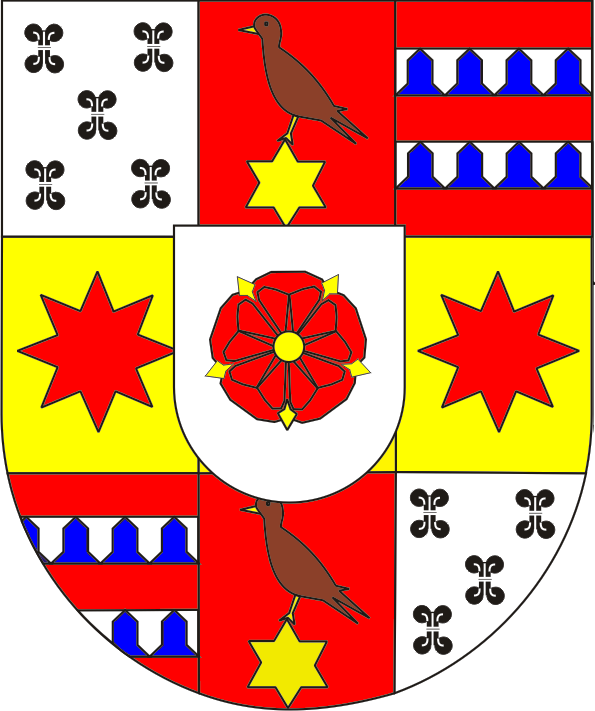
1798

## Bevölkerung

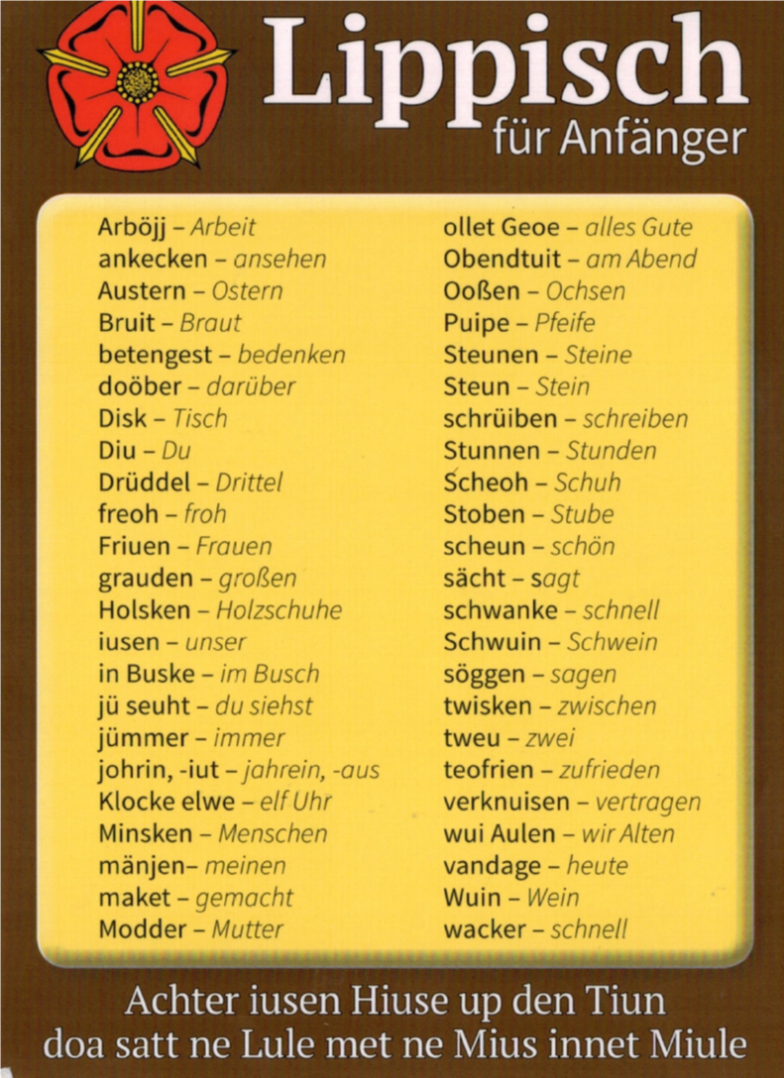
„Lippisch für Anfänger“

Das Fürstentum (1887: 1.215,20 km²) bzw. der Freistaat (1925: 1.215,16 km²) zählte
- 1783: ~67.000 Einwohner[4]
- 1871: 111.135 Einwohner
- 1881: 112.452 Einwohner
- 1885: 123.212 Einwohner
- 1905: 145.610 Einwohner
- 1910: 150.937 Einwohner
- 1933: 175.538 Einwohner
- 1939: 187.220 Einwohner

Zum Vergleich: Der heutige, 1.246,19 km² große Landesteil von Nordrhein-Westfalen zählt
- 2023: 349.781 Einwohner

## Religion

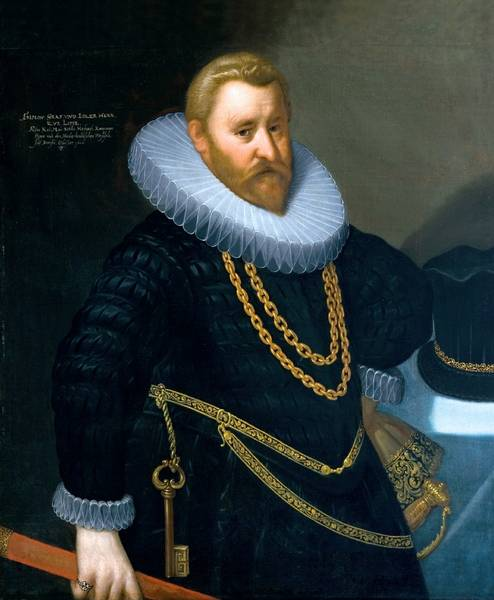
Die reformierte Prägung Lippes geht auf Graf Simon VI. zurück.

Unter dem Einfluss des hessischen Landgrafen Philipp schloss der lippische Graf Simon V. sein Land 1538 der Reformation an. Unter seinem Enkel Simon VI. ging Lippe 1605 zum Calvinismus über, wobei die Stadt Lemgo eine Ausnahme darstellte und ihr Festhalten am Luthertum gegen den Willen des Landesherrn schließlich durchsetzen konnte.
Bis heute besteht in Lippe die Lippische Landeskirche, eine von zwei Landeskirchen reformierter Prägung innerhalb der EKD. Die vorwiegend in den größeren Städten bestehenden lutherischen Gemeinden bilden einen eigenen Kirchenkreis („Klasse“) und sind ebenfalls Teil der Lippischen Landeskirche.

## Wirtschaft

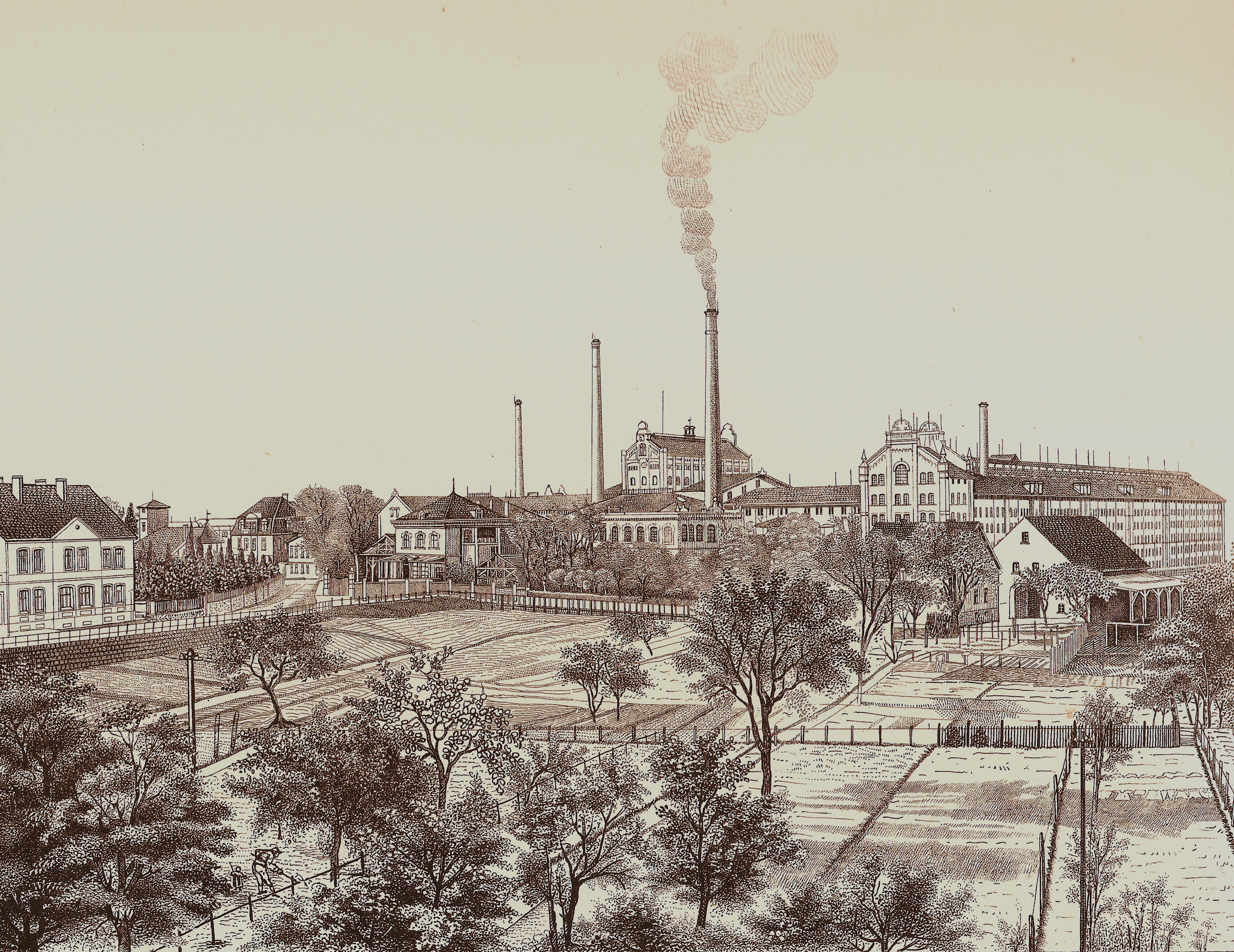
Hoffmann’s Stärkefabriken um 1890

Neben der Landwirtschaft existierte traditionell als zweitwichtigster Erwerbszweig in Lippe die Herstellung von Leinen, die an mechanischen Webstühlen betrieben wurde. Sie gründete sich auf den Anbau von Flachs. Von 1750 an gab es im Fürstentum für mehrere Jahrzehnte über eine Meerschaumpfeifenindustrie in Lemgo. Später kam die noch heute existierende Holzindustrie hinzu, mit zahlreichen Sägemühlen, deren Rohstoff aus den ausgedehnten Wäldern des Landes stammte. Besondere Bedeutung erlangte – wie im benachbarten Preußen – auch die Zigarrenherstellung, die wie auch zunächst die Textilindustrie in teils protoindustrialistischer Arbeitsteilung im Verlagssystem organisiert war. Daneben gab es Bierbrauereien (unter anderem Strate und Falkenkrug), Ziegeleien, eine Zuckerfabrik in Lage und Ölmühlen. Größtes Industrieunternehmen waren die Hoffmann’s Stärkefabriken in Salzuflen. Weltweite Bekanntheit erreichte bereits im frühen 20. Jahrhundert die Limonade Sinalco aus Detmold.
Die Industrialisierung in der ersten Hälfte des 19. Jahrhunderts erfasste Lippe nicht. Insgesamt war das Fürstentum zu dieser Zeit ein agrarisch geprägter Staat, der zu den wirtschaftlich schwächeren Ländern des Reiches zählte. Industrie existierte (beispielsweise relativ zum nördlich gelegenen Ravensberger Land, das durch preußische Unterstützung bedeutende Leinen-, Textil-, Tabak und Maschinenbauindustrien entwickelte) nur in geringem Umfang und basierte, wie die Textil- und Holzindustrie, direkt auf den land- oder forstwirtschaftlichen Ressourcen des Landes. Der frühere Detmolder Regierungspräsident Walter Stich kennzeichnete Lippe zu jener Zeit als Ständestaat, der bis zur Reichsgründung 1871 „noch eine Menge feudalistischer Eierschalen mit sich herum[schleppte]“. Dazu trug auch die wenig wirtschaftsfreundliche Haltung des Monarchen bei. Seine wirtschaftliche Interessen lagen vor allem in der Sicherung der eigenen wirtschaftlichen Macht, die sich bis zuletzt weniger aus Steuern als aus dem direkten Einkommen der fürstlichen Domänen, Forste, Salinen und Staatsbäder ergab. Als zu dieser Zeit bürgerliche Unternehmer die Wasserkraft nutzen wollten, wurde dies von der fürstlichen Rentkammer mit der Begründung abgelehnt: „Alle Fabriken und Maschinen der Welt können nicht einem einzigen Fisch Gesundheit und Leben wiedergeben, und es darf deshalb auch nicht die Gefahr bestehen, dass diese Güter bedroht werden.“
Im Jahr 1861 lehnte der lippische Landtag eine Regierungsvorlage zum Bau einer Eisenbahnstrecke von Nord nach Süd durch Lippe ab, da eine Industrialisierung als Folge des Eisenbahnbaus der Landwirtschaft billige Arbeitskräfte entzogen hätte. So blieb das Land lange vom wirtschaftlichen Fortschritt abgekoppelt. Dieser letzte Kleinstaat Westfalens versagte darin, wie Walter Stich ausführt, seine wichtigste Aufgabe zu erfüllen, nämlich seinen Bürgern Arbeit und Brot zu geben. Allein 1845 sollen 4000 Menschen aus Lippe nach Übersee ausgewandert sein. 1907 hatte Lippe in der Industrialisierung nicht einmal die Hälfte des Reichsdurchschnitts erreicht. Die lippischen Wanderarbeiter (→ Lippische Ziegler) waren eine Folge dieser wirtschaftlichen Schwäche. Sogar in der Lippischen Punktation (1947) wird im Punkt 15 noch dieses soziale Problem erwähnt.
Erst der Bau der Lippischen Bahn (1880) sowie der Lippischen Nebenbahn (1895), die beide den Anschluss an die Stammstrecke der Köln-Mindener Eisenbahn-Gesellschaft sicherstellten, brachte eine Industrialisierung mit sich. Wirtschaftliche Bedeutung erlangten auch die lippischen Staatsbäder in Bad Meinberg und Bad Salzuflen, deren Saline 1878 24.800 Zentner Kochsalz produzierte. 
Die nordrhein-westfälische Landesregierung förderte Lippe in den 1950er Jahren unter anderem durch den Ostwestfalenplan. Die lössbedeckten Bördelandschaften im Werre- und Begatal ermöglichten immerhin eine auskömmliche Landwirtschaft. In der wenig fruchtbaren Sandlandschaft Senne dagegen war intensive Landwirtschaft kaum möglich. Bedeutung erlangten hier vor allem die Haltung von Weidetieren und die Zucht der Senner Pferde beim fürstlichen Jagdschloss Lopshorn.

## Währung

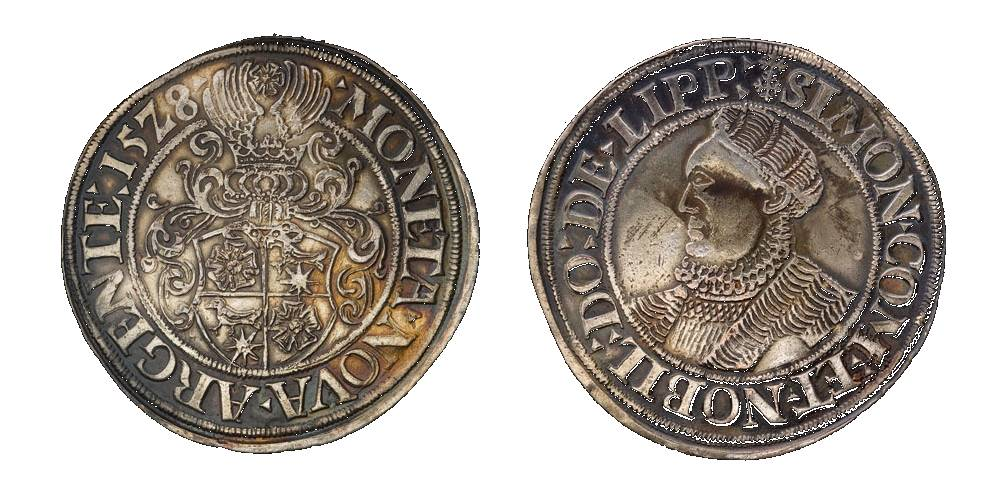
Lippischer Taler, 1528

Das Fürstentum Lippe hatte nach der Konvention von 1752 als Währung den Taler.
1 Taler = 36 Mariengroschen = 288 Pfennig = 576 Heller. Den Batzen und den Kreuzer gab es im Gegensatz zu anderen Gebieten als Währung im Fürstentum Lippe nicht.